# Speckbacher Hütte
Die Speckbacher Hütte ist eine Berghütte zwischen der Raxalpe und den Fischbacher Alpen in Breitenstein.

## Lage
Die Berghütte befindet sich auf 1094 m ü. A. Höhe auf dem Kreuzberg (Speckbacherstraße 51) in der Gemeinde Breitenstein und unmittelbar an der Gemeindegrenze zu Reichenau an der Rax.

## Geschichte
Ursprünglich wurde sie 1894 auf dem 1094 m hohen Kreuzberg als Jagdhaus für Baron Rothschild errichtet. Am 4. August 1927 wurde dieses Jagdhaus von der „Alpine Gesellschaft Speckbacher“, einem Wiener Verein in der Speckbachergasse, die nach dem Tiroler Freiheitskämpfer Josef Speckbacher (1767–1820) benannt ist, gekauft. Anschließend wurde das Jagdhaus umgebaut sowie aufgestockt und am 23. September 1928 als „Speckbacher-Hütte“ eröffnet.
Ursprünglich hatte die 1901 gegründete Gesellschaft 1907 auf der Rax am Ende des Wachthüttelkammes die Speckbacher-Hütte errichtet. Diese musste sie jedoch 1927 auf behördliche Anordnung (Quellschutzgebiet der Wiener Hochquellen) abtragen. Die Gesellschaft war auch eine Sektion des Österreichischen Alpenvereins; 1966 trat sie aus diesem jedoch aus.

## Rhododendron
Unmittelbar östlich der Hütte befindet sich ein 1908 gepflanzter Himalaya-Rhododendron, der mit rund 130 m² einer der größten Europas ist.

## Bildergalerie

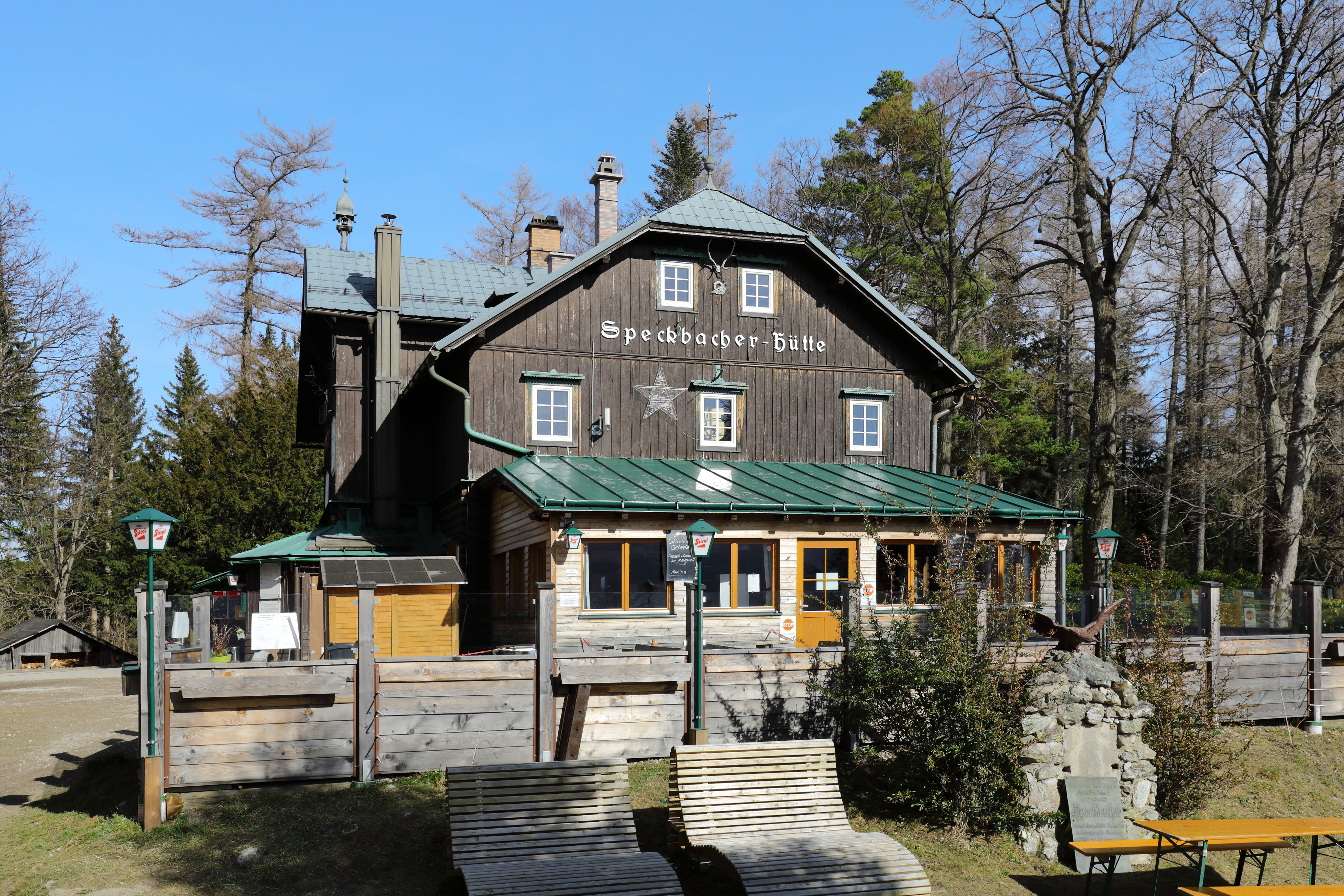
Speckbacher Hütte im Frühjahr
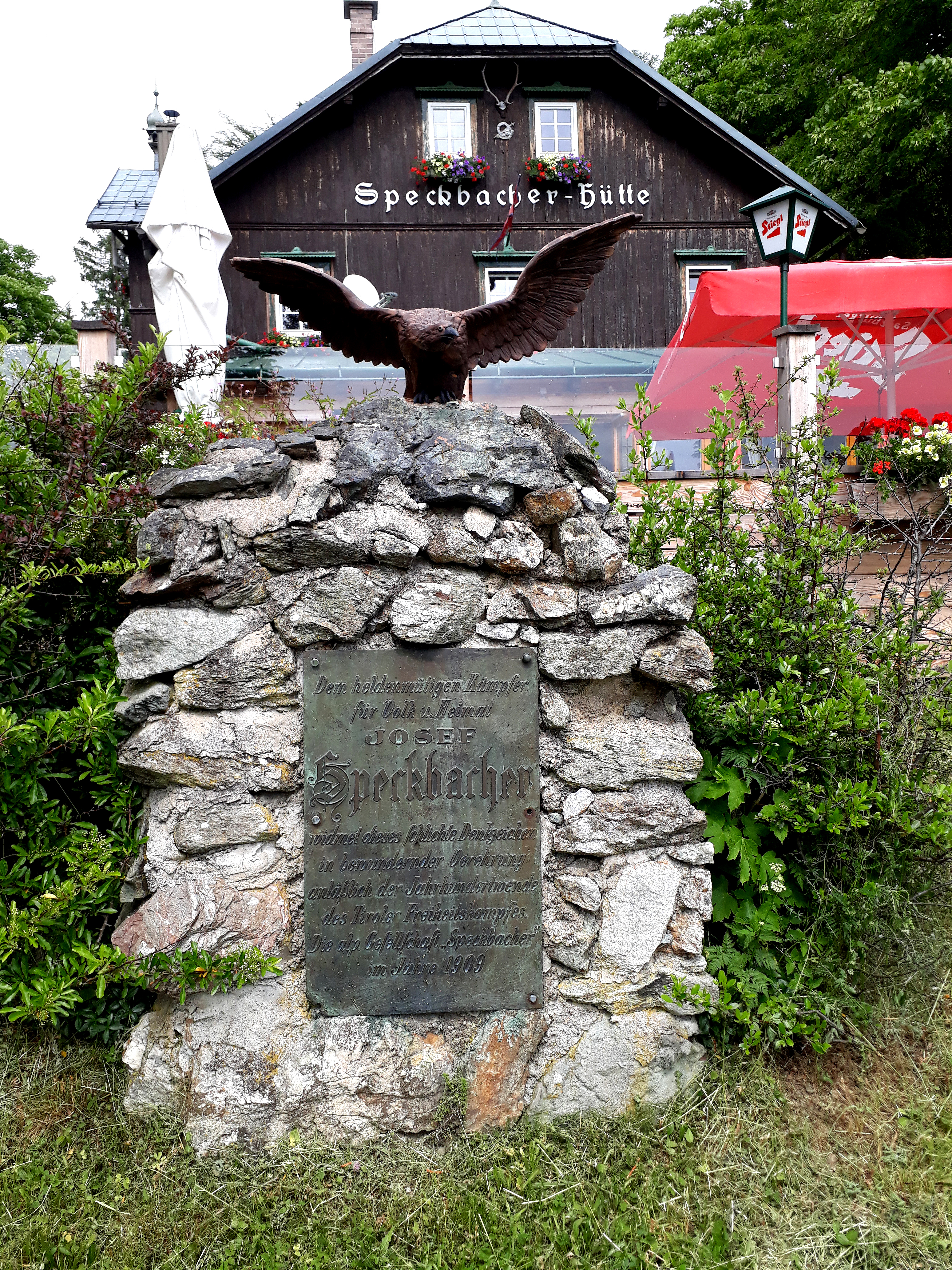
Josef-Speckbacher-Denkmal vor der Berghütte
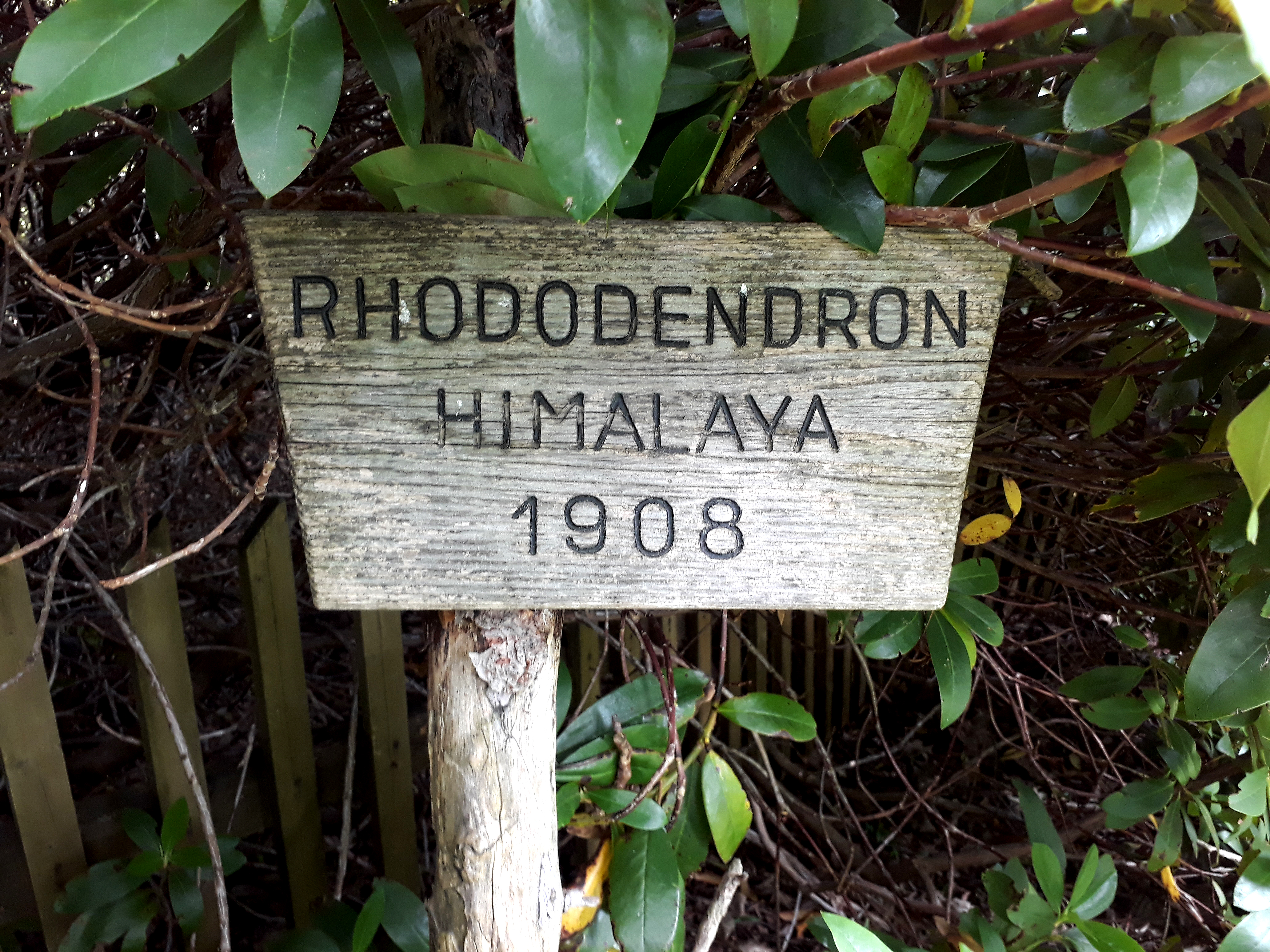
Infotafel beim Rhododendron